# 阿里克斯·莱德
艾列克·莱德（Alex Rider） 是英国作家安东尼·赫洛维兹的少年间谍小说系列。英文版系列目前已出版13集，最新的第十三集小說Nightshade於2020年4月在英國出版。本系列小说主要描写一位少年间谍艾列克·莱德被英国最高情报机构军机六处（MI6）强行征召，并被派遣执行各種秘密任务。第一集《风暴剋星》于2000年第一次在英国出版，已被改拍成电影。 简体中文版由接力出版社陆续出版，目前已出版14本，被称为少年007系列。繁體中文版由貓巴士出版社出版，稱為《少年間諜艾列克》系列，目前已出版至第六冊「方舟天使」。

## 小说

### 《風暴剋星》(Stormbreaker)
簡介：
　一場疑點重重的車禍意外，讓十四歲的艾列克喪失了唯一的親人叔叔，為了追查叔叔的死因，艾列克一步一步落入了英國情報機構MI6特殊行動部的圈套之中，被迫成為英國史上最年輕的少年間諜。同時艾列克必須接受英國空降特種部隊(SAS)十一天的魔鬼訓練。但這已經不是第一次，打從會走路以來，艾列克就一直在接受情報工作訓練而不自知。他在國外住過，能說法文、德文及日文。他懂登山、潛水、滑雪，還學過空手道…… 
　艾列克之後被派到英國南部的康沃爾郡，展開他的第一次任務。中東出身的富豪席勒宣稱要捐一萬台電腦給全國學校，但其中隱藏了不為人知的天大秘密。MI6為艾列克量身打造高科技玩具裝備，要求他深入敵營，潛入戒備森嚴的席列企業調查真相。在那裡艾列克發現了叔叔遺留下來的一張小紙片，為了追查叔叔遺留下來的線索，艾列克也一步一步的走向死亡的陷阱。
　時間迫切，艾列克能及時粉碎富豪席勒的陰謀嗎？眼看這第一次的任務就要變成艾列克的最後一次……

### 《直擊巔峰》(Point Blanc)
簡介：
　回到溪地中學的艾列克，想恢復正常的中學生活，可是MI6對他另有安排……
　前蘇聯情報頭子和富豪羅斯柯相繼意外喪生，其中暗藏一絲線索，他們的獨子都在阿爾卑斯山頂的白點中學就讀。艾列克必須假扮貴族身份，深入巔峰查明真相。在發覺校長葛瑞夫博士雙子星計畫的陰謀後，身份曝光的艾列克發出了求救訊號，但MI6卻不打算發動救援。
　校長決定讓艾列克當下一堂解剖課的活教材……

### 《骷髏島》(Skeleton Key)
簡介：
　　鯊魚、暗殺總統、核彈威脅。艾列克．雷德這回深入海底……他形單影隻，只有幾件裝備，卻必須擊敗薩洛夫，因為世界即將毀滅……
　　世上能有幾個幸運的少男少女，得以擔任溫布頓網球賽的球僮？艾列克就是其中之一，還揪出了企圖破壞比賽的香港三合會的大圈仔！為了暫時避開黑幫分子的追殺，再加上美國中情局需要一位少年間諜出任務，艾列克只好奉命前往神祕的骷髏島，監探前俄軍指揮官薩洛夫將軍是否企圖顛覆世界。鯊魚、核彈、潛艦，當中情局探員一一遇害後，艾列克也快要找不到存活的可能了……

### 《飛鷹特擊》(Eagle Strike)
簡介：
　　一位偉大的搖滾巨星、人權鬥士以及電玩大亨，艾列克卻要獨排眾議，揭穿他毀滅世界的陰謀，但伴隨而來的是一項塵埋已久的祕密，一個遠超乎他能想像的悲痛往事……
　　艾列克與好友莎賓娜一家人到法國度假時突遭炸彈攻擊，莎賓娜的父親傷重命危。艾列克清楚知道這是誰搞的鬼──肯定是在海邊不期而遇的冷血殺手燁森！在追尋幕後主謀的過程中發現，戴蒙．柯磊這位具有搖滾巨星、人權鬥士等身分的電玩大亨很可能涉及一項重大陰謀時，只換來MI6嗤之以鼻的冷漠回應。艾列克決心獨力揪出傷害好友一家的凶手，但他萬萬沒有想到，一段遠超乎他想像的悲痛往事將就此揭開……

### 《毒蠍獵殺》(Scorpia)
簡介：
　　「找到蠍子，就能解開你的身世之謎。」為了這句話，艾列克來到威尼斯，試圖尋找「蠍子」的線索。經歷猛虎、溺水、跳崖、武術殺手等重重死亡威脅，他要如何面對謊言背後的真相……
　　如果俄國殺手燁森說的是事實，艾列克的父親真的曾經是個殘酷的殺手，艾列克該怎麼辦？要查出這些被隱瞞的真相，他必須先找到「蠍子」。可是當艾列克闖過一個個生死難關，接近這條線索之後，卻發現「蠍子」正計畫摧毀英、美兩國的同盟關係，讓世界局勢陷入動盪不安。眼看數萬名無辜的孩童就要被犧牲，艾列克自己也危在旦夕，他該如何抉擇？
　　艾列克第五次的冒險任務，將不只是個人的恩怨，他還必須決定要繼續效命總是在背後操弄他的MI6或是加入「蠍子」──展開他致命的復仇？

### 《方舟天使》(Ark Angel)
簡介：
　　如果，有什麼原因讓十四歲的艾列克，三番兩次陷入致命危機，答案恐怕就藏在他血液裡。與蠍子的交手，讓艾列克明白了自己的身世。但是他再也分不清自己究竟是被迫還是自願承擔這一切……
　　剛從死神手中搶回性命，艾列克竟又奮不顧身，獨力對抗生態恐怖分子，解救了億萬富豪的獨生子。艾列克接受報答，享受富豪招待的兩週奢華假期，沒想到反而引爆一連串祕密！世上第一座太空旅館──「方舟天使」，眼看要被利用成為摧毀華盛頓的利器，如果艾列克不能阻止它，成千上萬的華盛頓居民將慘遭浩劫……
　　揮之不去的MI6加上再次介入的CIA，少年間諜又一次站上火線，執行情報單位承諾的「簡單」任務。只是這次如果失手，葬身之處將是無邊無際的外太空……

### 《毒蛇之首》(Snake Head)
简介：
“这个人是谁？”他指着阿什的尸体，
“屁都不是。”阿历克斯说，看也不看自己教父的尸体。
刚刚在澳大利亚着陆的阿历克斯，又被澳大利亚的情报机构雇佣了，这次的任务是前往东南亚，面对亚洲最大的蛇头，和他们的领导者：温斯顿。这一次，阿历克斯的教父，如今的澳大利亚特工阿什将全程陪伴。为了解开身世之谜，阿历克斯毅然决定前往东南亚开启新的历险。
但是，本来简单的任务却一波三折，事故一个接一个的发生。更糟糕的是，遭受重创的昔日仇敌“蝎子”重现魔影，得到了终极武器的他们准备进行一个将动荡半个地球的阴谋。阿历克斯好不容易从蛇头和“蝎子”的魔爪中逃出，迎接他的却是一个更加让他无法接受的昔日秘密......

### 《鱷魚眼淚》(Crocodile Tears)（暫譯名）
简介
好不容易结束了两次任务的阿历克斯终于可以好好过一个新年假期。如今，他正在苏格兰享受着难得的平静，但是一场扑克牌游戏很快就让这一切画上了句号。
这次他要面对的是慈善机构领袖戴斯蒙德·麦凯恩，他是草根出身的国际慈善家，曾是一个孤儿，一位退役的拳击选手，还是一个虔诚的基督徒。乍一看他是个老好人，为世界最困难的地区一次次慷慨解囊，但是在他老好人的外表下，却是腐败扭曲的内心。
很快，事态急转直下。亚历克斯在去上学的路上被绑架，并被带上了离开英国的飞机。当他在肯尼亚醒来时，他发现这一次，整个肯尼亚的命运都落在了他的肩上.......

### 《夜光》(Nightshade) (暫譯名)
第十四部已于2022年开始写作，预计出版时间为2023年。

## 人物
- 艾列克·莱德 （人物）
- 艾列克·莱德系列中的人物
- 燁森·葛果洛奇
- 亞倫·布朗特